# غلين إتش ستيفنز
غلين إتش ستيفنز (بالإنجليزية: Glenn H. Stevens)‏ هو أستاذ جامعي أمريكي، ولد في 20 نوفمبر 1953 في بيكرسفيلد في الولايات المتحدة.